# Pelecopsidis frontalis
Genre
Espèce
Synonymes
- Lophocareum frontalis Banks, 1904

Pelecopsidis frontalis, unique représentant du genre Pelecopsidis, est une espèce d'araignées aranéomorphes de la famille des Linyphiidae.

## Distribution
Cette espèce est endémique des États-Unis. Elle se rencontre au Connecticut, en Virginie et en Caroline du Nord.

## Publications originales
- Banks, 1904 : New genera and species of Nearctic spiders. Journal of The New York Entomological Society, vol. 12, p. 109-119.
- Bishop & Crosby, 1935 : American Erigoneae: the spider genera Pelecopsidis and Floricomus. Journal of The New York Entomological Society, vol. 43, p. 31-46.